# Stormästare (orden)
Stormästare kallas ledaren för en förtjänst- eller riddarorden eller ett ordenssällskap, inom vissa ordnar kallad högmästare; den som står i spetsen för (förtjänst)ordensväsendet i ett land (i regel statsöverhuvudet).

## Sverige
I Sverige kallades kungen som är överhuvud för de Kungliga Riddarordnarna för ordnarnas ”Herre och Mästare”. Vid ordensreformen som trädde i kraft 1975 moderniserades termen till ”Stormästare”, dock endast för ordnarna inom Kungl. Maj:ts orden. Kungen är fortfarande dock herre och mästare över Carl XIII:s orden, vilken inte räknas till Kungl. Maj:ts orden.